# Instytut Nauk Społecznych przy KC PZPR
Instytut Nauk Społecznych przy KC PZPR – instytucja naukowa w PRL, istniejąca w latach 1954–1957 przy Komitecie Centralnym PZPR, była placówką, gdzie kształcono przyszłe kadry partyjne. 

## Historia
Jego twórcą i długoletnim kierownikiem był Adam Schaff. Powstał 4 stycznia 1954 z przekształcenia Instytutu Kształcenia Kadr Naukowych. Pracownikami tej instytucji byli m.in. Stanisław Arnold, Walentyna Najdus-Smolar, Helena Wolińska i Stanisław Wroński (1954–1956).
INS został rozwiązany 6 października 1956, ale zaprzestał działać dopiero 31 sierpnia 1957. We wrześniu 1957 w jego miejscu powstała Wyższa Szkoła Nauk Społecznych przy KC PZPR.

## Kierownictwo[2]
- 4 stycznia 1954 – 31 sierpnia 1957 – Adam Schaff, rektor

## Znani absolwenci
- Mieczysław Rakowski

## Siedziba
Gmach INS mieścił w Warszawie w Alei Stalina 19 (ob. Aleje Ujazdowskie 19).